# 식인충
식인충(食人虫, Bugs)은 중국에서 제작된 얀 지아 감독의 2014년 판타지, 공포, 액션, 스릴러 영화이다. 하재동 등이 주연으로 출연하였다.

## 출연

### 주연
- 하재동
- 장즈린
- 왕전군
- 정춘성
- 조운김